# Top Dog
Top Dog (también conocido como Big Kahuna y D.O.) es un rapero estadounidense miembro del grupo O.G.C. y del colectivo de hip hop Boot Camp Clik. Debutó en el álbum Dah Shinin de Smif-N-Wessun apareciendo en el sencillo "Sound Bwoy Bureill" y en la canción "Cession at da Doghillee". Top Dog se convirtió en miembro de The Fab 5 en 1995, lanzando el éxito "Blah" b/w "Leflaur Leflah Eshkoshka". Junto con O.G.C. liberaron su álbum debut llamado Da Storm en octubre de 1995, que incluía el sencillo "No Fear". Con Boot Camp lanzó el álbum For the People en 1997, y con O.G.C. un segundo llamado The M-Pire Shrikez Back en 1999. Regresó con Camp en 2002 con el lanzamiento de The Chosen Few y en 2006 ha colaborado en el nuevo disco The Last Stand.

## Discografía

### Álbumes con O.G.C.
- Da Storm (1996)
- The M-Pire Shrikez Back (1999)

### Álbumes con Boot Camp Clik
- For the People (1997)
- The Chosen Few (2002)
- The Last Stand (2006)